# میکی رونی
میکی رونی (به انگلیسی: Mickey Rooney) (۲۳ سپتامبر ۱۹۲۰ – ۶ آوریل ۲۰۱۴) هنرپیشه آمریکایی بود. او دو جایزه اسکار افتخاری (۱۹۳۹ و ۱۹۸۳) دریافت کرد، برای فیلم‌های «بی‌تجربه‌ها» (۱۹۳۹)، «کمدی انسانی» (۱۹۴۳)، «جسور و شجاع» (۱۹۵۶) و «اسب سیاه» (۱۹۷۹)، چهار بار نامزد اسکار بهترین بازیگر مرد شد، برای «میکی» (۱۹۶۴) و فیلم تلویزیونی «بیل» (۱۹۸۱) دو جایزه گلدن گلوب گرفت و برای «بیل» جایزه امی را هم دریافت کرد.

## زندگی‌نامه
میکی رونی متولد ۲۳ سپتامبر ۱۹۲۰ در بروکلین در نیویورک سیتی بود. پدر و مادرش در نمایش‌های واریته کار می‌کردند. او اولین بار در ۱۸ ماهگی در کنار پدر و مادرش روی صحنه رفت و خیلی زود همراه همیشگی آن‌ها در نمایش‌های مختلف شد. او یک پدیده و یکی از چهره‌های شاخص و محبوب دنیای سرگرمی در قرن بیستم بود. رونی نه تنها بازیگر بلکه یک خواننده و رقصنده حرفه‌ای هم بود. رونی در دوران کاری خود که حدود ۹۰ سال ادامه داشت، در بیش از ۲۰۰ فیلم بازی کرد و در تلویزیون و تئاتر هم فعال بود. رونی در طول عمر خود هشت بار ازدواج کرد و اوا گاردنر از جمله همسران او بود.

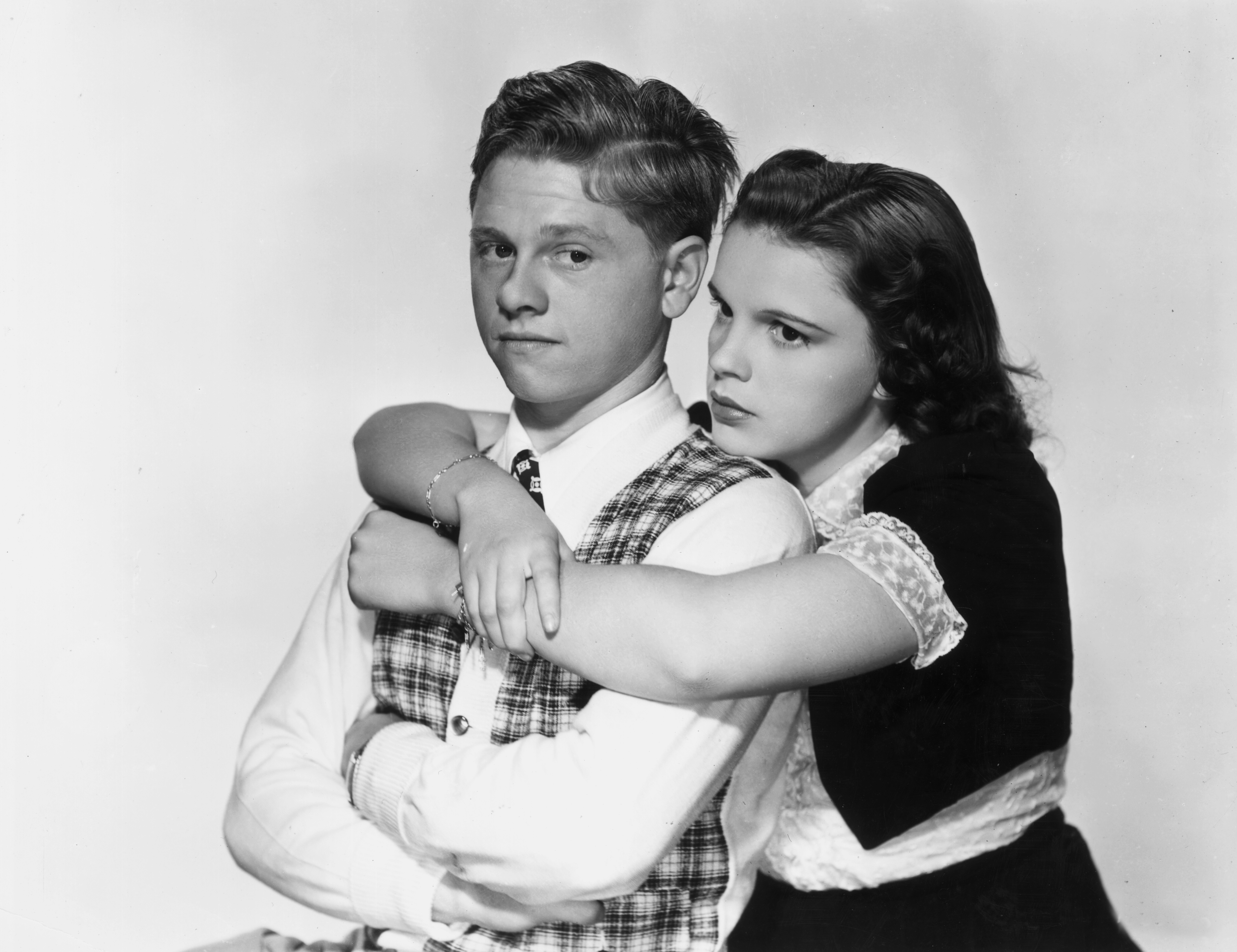
رونی در کنار جودی گارلند

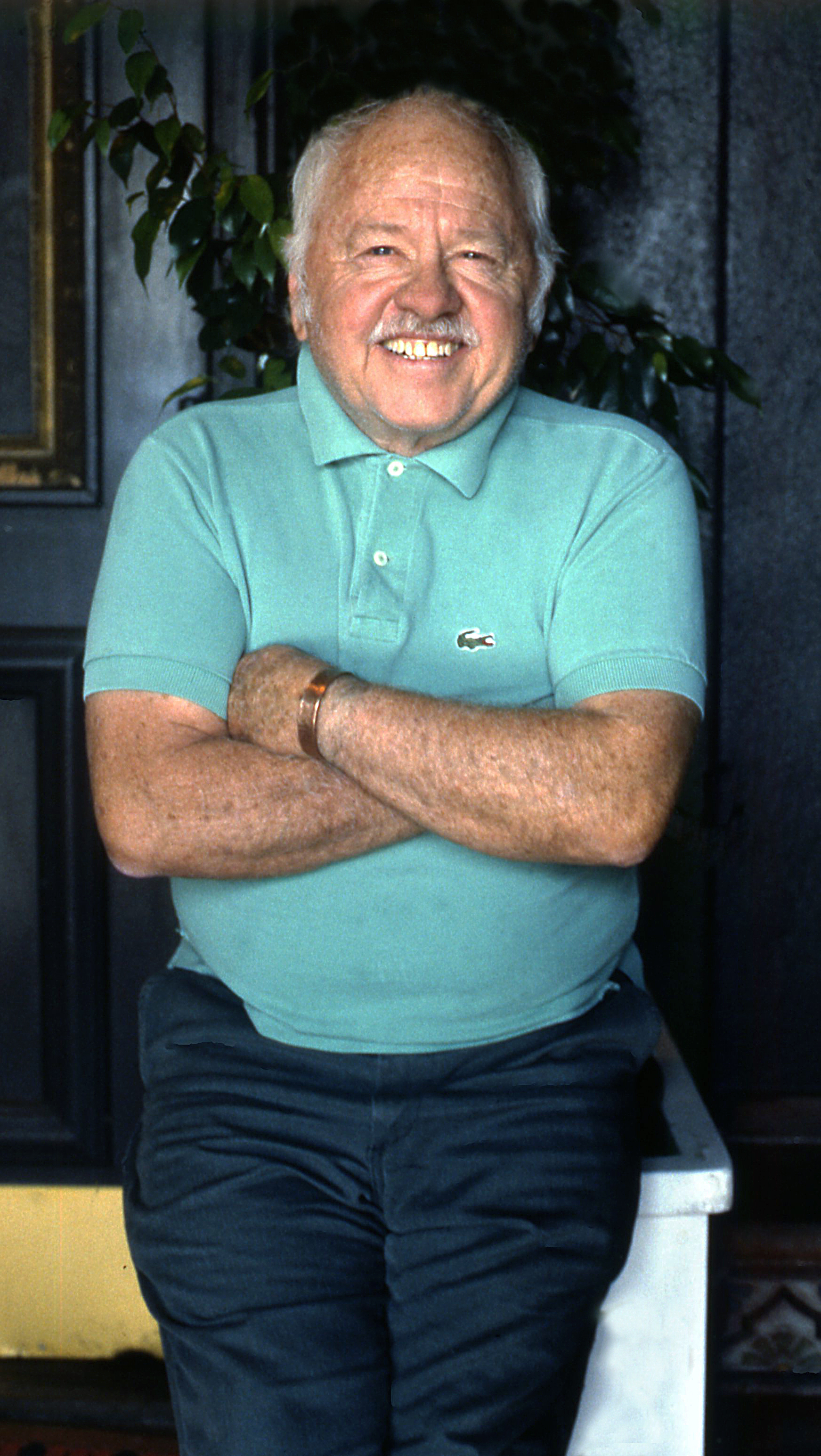
میکی رونی در ۱۹۸۶

## دوره حرفه‌ای

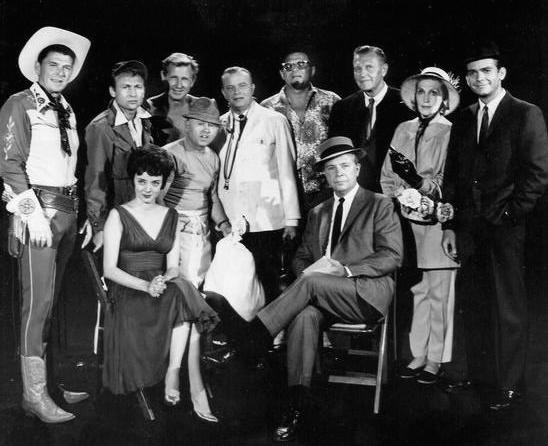
عکس تبلیغاتی از اولین نمایش برنامه تلویزیونی دیک پاول

دوران کاری رونی در سینما از ۱۹۲۶ آغاز شد و تا ۲۰۱۳ ادامه داشت. او با ۸۷ سال سابقه در کنار کارل لملی بازیگر کم‌کار، بیشترین سابقه فعالیت در هالیوود را دارد.
فرصت بزرگ زمانی نصیب رونی شد که دیوید او سلزنیک در فیلم گانگستری «ملودرام منهتن» (۱۹۳۴) نقشی برای او در نظر گرفت. یک اتفاق باعث شد این فیلم بیشتر مورد توجه قرار بگیرد. ۲۲ ژوئن همان سال جان دیلینجر، سارق معروف آمریکایی بیرون سالن بایاگراف تیه‌تر در شیکاگو، ایلینوی جایی که فیلم رونی نمایش داده می‌شد، توسط مأموران اف بی‌آی با شلیک گلوله از پا درآمد.
رونی ۱۴ ساله پس از نمایش «ملودرام منهتن» به سرعت مورد توجه قرار گرفت و استودیو مترو گلدوین مایر با او قرارداد بست. او سال ۱۹۳۷ در فیلم درجه ب «یک ماجرای خانوادگی» نقش شخصیت اندی هاردی را بازی کرد. فیلم که تصویری ایده‌آلیستی و سالم از یک شهر کوچک آمریکایی ارائه داده بود، به شکلی غیرمنتظره مورد توجه قرار گرفت و آغازگر یک مجموعه پول‌ساز برای مترو گلدوین مایر شد.
در این فیلم‌ها، شخصیت شاد و شنگول اندی درگیری ماجراهایی با دخترانی می‌شود که نقش آن‌ها را جودی گارلند، لانا ترنر، استر ویلیامز و آن رادرفورد بازی می‌کنند و وقتی اندی به دردسر می‌افتد (که البته چیزی جدی نیست)، پدرش، قاضی جیمز کی. هاردی (با بازی لیونل بریمور در فیلم اول و لوییس استون در فیلم‌های بعدی) به او کمک می‌کند.
ظاهر فرشته‌وار، موهای پرپشت و قد پنج فوت و سه اینچی رونی باعث شد او تا حدود ۳۰ سالگی نقش پیربچه‌ها را بازی کند.
عکس روی جلد شماره ماه مارس ۱۹۴۰ مجله تایم با تیتر «دوست‌داشتنی‌ترین مانچکین آمریکا» به او اختصاص داشت که در آن زمان برای یک بازیگر اتفاقی نادر بود.
رونی در ۱۹۴۱ برای سومین سال پیاپی پرفروش‌ترین بازیگر هالیوود شناخته شد و از بازیگرانی چون کلارک گیبل، باب هوپ، بت دیویس و آبوت و کاستلو جلو زد.
او در ۱۸ سالگی برای بازی در نقش وایتی مارش مقابل اسپنسر تریسی در فیلم «شهر پسران» (۱۹۳۸) یک جایزه اسکار ویژه نوجوانان دریافت کرد. آکادمی علوم و هنرهای سینمایی ۵۰ سال بعد نیز با اعطای یک جایزه اسکار افتخاری از دستاوردهای رونی در سینما تقدیر کرد.
«رؤیای یک شب نیمه تابستان» (۱۹۳۵)، «کاپیتان‌های شجاع» (۱۹۳۷)، «ماجراهای هکلبری فین» (۱۹۳۹)، «ولوت در مسابقه گراند نشنال» (۱۹۴۴) که در آن با الیزابت تیلور همبازی بود، «پل‌های توکیو-ری» (۱۹۵۴)، «صبحانه در تیفانی» (۱۹۶۱) در نقش صاحبخانه ژاپنی آدری هپبرن، «مرثیه برای یک سنگین‌وزن» (۱۹۶۲) در نقش مربی آنتونی کویین، از دیگر فیلم‌های مطرح رونی است.
رونی هشت بار ازدواج کرد و اولین و معروف‌ترین همسرش اوا گاردنر ستاره هالیوود بود.
او در سریال ماجراهای اسب سیاه که بین سال‌های ۱۹۹۰ تا ۱۹۹۳ ساخته می‌شد بازی کرده‌است.

## جوایز
او موفق به دریافت یک جایزه جوانان آکادمی، یک جایزه افتخاری آکادمی دو گلدن گلوب و یک جایزه امی شده بود.

## فیلم شناسی
- ملودرام منهتن (۱۹۳۴)
- رؤیای یک شب نیمه تابستان (۱۹۳۵)
- اراذل و اوباش (۱۹۳۶)
- کاپیتان‌های شجاع (۱۹۳۷)
- یک ماجرای خانوادگی (۱۹۳۷)
- شهر پسران (۱۹۳۸)
- عشق اندی هاردی را می‌یابد (۱۹۳۸)
- ماپت‌ها
- ماجراهای هاکلبری فین (۱۹۳۹) در نقش هاکلبری فین
- بی‌تجربه‌ها (۱۹۳۹) ٭تام ادیسون جوان (۱۹۴۰)
- کمدی انسانی (۱۹۴۳)
- ولوت در مسابقه گراند نشنال (۱۹۴۴)
- پل‌های توکیو-ری (۱۹۵۴)
- جسور و شجاع (۱۹۵۶)
- صبحانه در تیفانی (۱۹۶۱)
- مرثیه برای یک سنگین‌وزن (۱۹۶۲)
- میکی (۱۹۶۴)
- حمله سری (۱۹۶۴)
- کمدین (۱۹۶۹)
- اسب سیاه (۱۹۷۹)
- فیلم تلویزیونی بیل (۱۹۸۱)
- روباه و سگ شکاری (۱۹۸۱) (صدا)
- حیوانات (۱۹۹۸)
- شب در موزه (۲۰۰۶)